# Max Pottag
Max P. Pottag (* 22. Juni 1876 in Eulo (Forst (Lausitz)); † 22. November 1970 in Indianapolis) war ein deutscher Hornist, der in den USA wirkte.
Pottag studierte bei Friedrich Gumpert am Konservatorium Leipzig.
Seine Karriere als Solohornist begann er bei den Hamburger Symphonikern. Er emigrierte in die USA und wurde 1907 Mitglied des Chicago Symphony Orchestra, wo er 37 Jahre lang zweiter und drei Jahre lang dritter Hornist war.
Pottag wirkte auch als Lehrer und veröffentlichte zahlreiche didaktische Arbeiten wie Schulen, Etüden und Bearbeitungen für Hornensemble.
Er war Mitbegründer der International Horn Society und Ehrenmitglied dieser Gesellschaft.

## Arbeiten
- Method for French Horn. Belwin Publisher.
- Daily Exercises
- mit Albert Andraud. 212 Selected melodious progressive and technical studies. Cincinnati: 1943.
- mit Albert Andraud: 335 Selected melodious progressive and technical studies. San Antonio: Southern, 1958
- French Horn Passages. 3 Hefte. New York: Belwin. 1943–1945.
- French Horn Duets (mit Duetten von Mozart, Schubert, Weber, Franz, Henning u. a.) – 2 Bände.
- (arr.): In The Country ("Miniature Selection", mit: Kreutzer: Schäfers Sonntagslied – Abt: Abendglocken – Kücken: Der Jäger) – für Hornquartett
- Instrumental-Methods/Supplements. 52 Seiten. Warner Brothers.
- Instrumental-Methods/Supplements. 40 Seiten. Warner Brothers. (enthält Stücke von Josef Schantl)
- Three Volumes of Orchestral Excerpt Books
- Arrangements for Horn and Horn Ensemble
- Preparatory Melodies to Solo Work for French Horn. 4 Hefte. New York: Boosey & Hawkes, 1941.

| Personendaten    | Personendaten                    |
| ---------------- | -------------------------------- |
| NAME             | Pottag, Max                      |
| ALTERNATIVNAMEN  | Pottag, Max P.; Pottag, Max Paul |
| KURZBESCHREIBUNG | deutsch-amerikanischer Hornist   |
| GEBURTSDATUM     | 22. Juni 1876                    |
| GEBURTSORT       | Eulo (Forst (Lausitz))           |
| STERBEDATUM      | 22. November 1970                |
| STERBEORT        | Indianapolis                     |